# Qatar ExxonMobil Open 1993
Відкритий чемпіонат Катару 1993 (також відомий як Qatar ExxonMobil Open 1993 за назвою спонсора) — 1-й чоловічий тенісний турнір, який відбувся з 4 по 11 січня в місті Доха (Катар) на відкритих твердих кортах у Міжнародному центрі тенісу і сквошу Халіфа. Був одним зі змагань Світової серії як частини Туру IBM ATP 1993. Борис Бекер виграв свій перший титул за рік і 51-й загалом у своїй кар'єрі.

## Переможці

### Одиночний розряд
Борис Бекер —  Горан Іванишевич, 7–6(7–4), 4–6, 7–5

### Парний розряд
Борис Бекер /  Патрік Кюнен —  Шелбі Кеннон /  Скотт Мелвілл, 6–2, 6–4